# Circondario di Chiavari
Il circondario di Chiavari era uno dei circondari in cui era suddivisa la provincia di Genova nel Regno d'Italia.

## Storia
In seguito all'annessione della Lombardia dal Regno Lombardo-Veneto al Regno di Sardegna (1859), fu emanato il decreto Rattazzi, che riorganizzava la struttura amministrativa del Regno, suddiviso in province, a loro volta suddivise in circondari. Il circondario di Chiavari fu creato come suddivisione della provincia di Genova; il territorio corrispondeva a quello della vecchia provincia di Chiavari del Regno di Sardegna.
Con l'Unità d'Italia nel 1861 la suddivisione in province e circondari fu estesa all'intera Penisola, lasciando invariate le suddivisioni stabilite dal decreto Rattazzi.
Nel 1923 i comuni di Maissana e Varese Ligure furono staccati dal circondario di Chiavari ed assegnati al circondario di Levante, contemporaneamente innalzato nella nuova provincia della Spezia.
Il circondario di Chiavari venne soppresso nel 1926 e il territorio assegnato al circondario di Genova.

### Suddivisione amministrativa all'atto dell'istituzione (1859)
- mandamento I di Borzonasca
  - Borzonasca, Mezzanego
- mandamento II di Chiavari
  - Carasco, Chiavari, San Colombano, San Ruffino
- mandamento III di Sestri Levante
  - Casarza, Castiglione, Moneglia, Sestri Levante
- mandamento IV di Santo Stefano d'Aveto
  - Santo Stefano d'Aveto
- mandamento V di Rapallo
  - Portofino, Rapallo, Santa Margherita, Zoagli
- mandamento VI di Cicagna
  - Cicagna, Coreglia, Favale, Lorsica, Lumarzo, Moconesi, Neirone, Orero
- mandamento VII di Varese
  - Maissana, Varese
- mandamento VIII di Lavagna
  - Cogorno, Lavagna